# Idelphonse Nizeyimana
Idelphonse Nizeyimana   (Gisenyi, 5 d'octubre de 1963) és un soldat ruandès, que va ser condemnat per haver participat en el Genocidi de Ruanda pel Tribunal Penal Internacional per a Ruanda.

## Vida
D'ètnia hutu, Nizeyimana va néixer a la prefectura de Gisenyi el 5 d'octubre de 1963, en el mateix municipi que el president Juvénal Habyarimana. El 1994, va assolir el rang de capità en les Forces Ruandeses de Defensa, i era el segon en el comandament, dessota Tharcisse Muvunyi, de l'École des sous-officiers (ESO). fou condemant per ordenar l'execució de la reina mare Rosalie Gicanda al començament dels assassinats a Butare.
El 27 de novembre de 2000, el Tribunal Penal Internacional per a Ruanda (ICTR) va emetre una acusació contra Nizeyimana, el va acusar de "genocidi, o en la complicitat alternativa en genocidi, incitació directa i pública a cometre genocidi i crims contra la humanitat". Concretament, l'acusació va al·legar que durant el genocidi, Nizeyimana havia "instigat, encoratjat, facilitat o consentit a […] Interahamwe cometre assassinats, segrestos i destrucció de béns." Va ser descrit com "un dels principals objectius" del TPIR.
Segons l'organització African Rights és un membre clau de la milícia de genocida anti-tutsi FDLR. El 6 d'octubre de 2009, Nizeyimana va ser arrestat a la capital d'Uganda Kampala, aparentment quan viatja des de la República Democràtica del Congo a Kenya amb documents falsos. Prèviament el govern dels Estats Units havia ofert una recompensa de fins a 5 milions de dòlars USA per informació que conduís a la seva detenció o condemna.
El 29 de setembre de 2014 el TPIR va confirmar la condemna de Nizeyimana pel genocidi, crims de guerra i crims contra la humanitat per la seva implicació personal en els assassinats, inclòs l'assassinat de la reina Gicanda. La pena fou reduïda a 35 anys de presó.